# Vratislavice nad Nisou
Vratislavice nad Nisou (niem. Maffersdorf) – część miasta ustawowego Liberec. Znajduje się w południowej części miasta. Mieszka tutaj na stałe ponad 8 000 osób. W mieście urodził się Ferdinand Porsche.